# Assedio di Giaffa
L'assedio di Giaffa fu combattuto tra il 3 ed il 7 marzo 1799 tra le forze dell'esercito francese di Napoleone Bonaparte e la guarnigione dell'Impero ottomano presente in città. 
I francesi assaltarono la città, lasciandosi andare ad ogni genere di violenza dopo aver fatto breccia nelle mura. Avendo trovato un contingente che pochi giorni prima si era arreso con la promessa di non combattere più i francesi, Napoleone li fece tutti giustiziare.

## Contesto storico
Nell'ambito di un'operazione volta a minare i commerci inglesi con l'India, Napoleone aveva proposto e ottenuto il comando di un'ambiziosa spedizione militare francese in Egitto, scalo fondamentale per i traffici britannici.
Giunto in Egitto, precisamente ad Alessandria, si era facilmente sbarazzato della resistenza mamelucca in una battaglia non lontano da Giza, lasciando il compito di distruggere le ultime sacche di resistenza nell'alto Egitto a Desaix.
Dopo aver invitato il governatore di Siria, Jezzar Pascià, a consegnare il mamelucco Ibrahim Bey ed aver ottenuto un rifiuto, Napoleone cominciò a considerare l'ipotesi di una campagna in Siria e Palestina, fantasticando anche su una possibile marcia verso l'India.
Sedata una ribellione antifrancese ne il Cairo negli ultimi mesi del 1798, Napoleone prese 13 000 dei suoi uomini e si diresse verso San Giovanni d'Acri, roccaforte di Jezzar.

## Antefatti
Napoleone si era messo in marcia dall'Egitto gli ultimi giorni del gennaio 1799 con 13 000 uomini, circa un terzo delle sue forze in Egitto. Non potendo portare le sue truppe via nave, a causa della presenza di navi inglesi nella zona, scelse una lunga marcia via terra, attraversando la costa settentrionale del Sinai.
Qui, nella città di Al-Arish, incontrò una folta guarnigione di soldati ottomani, inviati da Jezzar nei mesi precedenti, e decisi ad ostacolare l'avanzata francese. Non avendo mezzi adatti all'assalto, i francesi attesero l'arrivo di 5 000 uomini di rinforzo con l'artiglieria adatta. Al loro arrivo, la città fu assaltata e gli ottomani accettarono una proposta di resa.
Questi stipularono un accordo con Napoleone: si sarebbero recati a Baghdad, con l'obbligo di non combattere i francesi per un anno a partire da quel giorno. Mentre iniziarono ad evacuare la città, Napoleone notò un contingente mamelucco: lo fece disarmare. Questa, agli occhi dei soldati musulmani, era una gravissima violazione della parola data solo poche ore prima.
Pochi giorni dopo, sconfisse gli ottomani presso gaza, conquistando la città. Qui venne a sapere dai monaci locali che numerosi uomini provenienti da al-Arish erano entrati a Jaffa, intenzionati a rinforzare la guarnigione presente.

## La battaglia
Giaffa era circondata da alte mura e da torri. Ahmed al-Jazzar assegnò la difesa alle sue truppe migliori, compresi 1200 artiglieri. Napoleone avrebbe dovuto conquistare Giaffa prima di poter proseguire, e l'intero successo della spedizione dipendeva dall'esito della battaglia, essendo Giaffa uno dei principali centri mercantili siriani, nonché un porto che avrebbe fornito rifugio alla sua flotta.
Tutte le opere esterne potevano essere assediate, e si poteva aprire una breccia. Quando Bonaparte inviò un turco dal comandante della città chiedendone la resa, questi decapitò il messaggero ed ordinò una sortita. Fu respinto prima di quella stessa sera. La forza esercitata dai francesi fu tale da causare il crollo di una delle torri per cui, nonostante la coraggiosa resistenza, Giaffa fu conquistata.

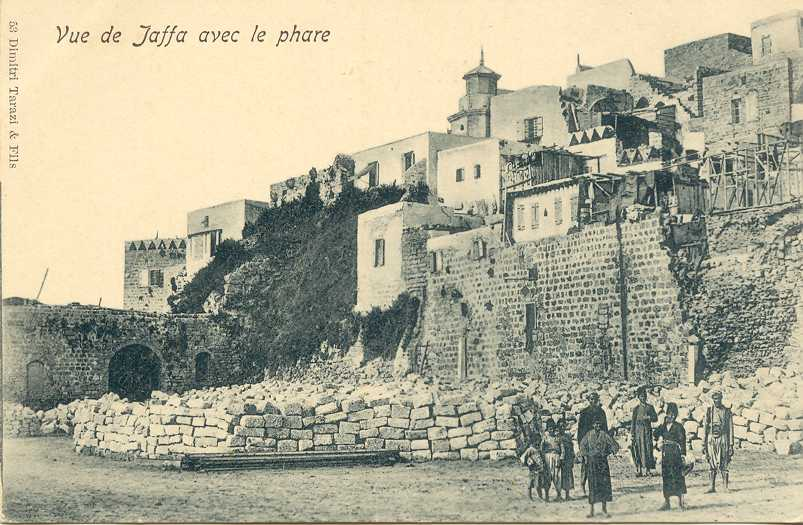
Jaffa agli inizi del Novecento

Secondo alcune fonti, i messaggeri francesi che portarono in città l'ultimatum di Napoleone furono arrestati, torturati, castrati e decapitati, e le loro teste impalate sulle mura. Questi maltrattamenti convinsero Napoleone, dopo la resa della città, a concedere ai suoi uomini due giorni e due notti di omicidi e stupri. Si permise anche di giustiziare il governatore turco Abdallah Bey. Bonaparte si rifiutò di onorare le promesse del figlio adottivo Eugenio di Beauharnais riguardo al fatto di non uccidere i prigionieri, ed ordinò che Ottomani (secondo alcune fonti circa 2440, secondo altri 4100) e molti albanesi fossero fucilati o trafitti con le baionette. In seguito gli agiografi di Napoleone, parlando di questa scelta, scrissero: «Per mantenere il controllo di così tanti prigionieri, sarebbe stato necessario dedicargli delle guardie, il che avrebbe ridotto drasticamente le forze a sua disposizione; se li avesse lasciati liberi avrebbero potuto unirsi dalle truppe di Ahmad al-Jazzar».

## Conseguenze

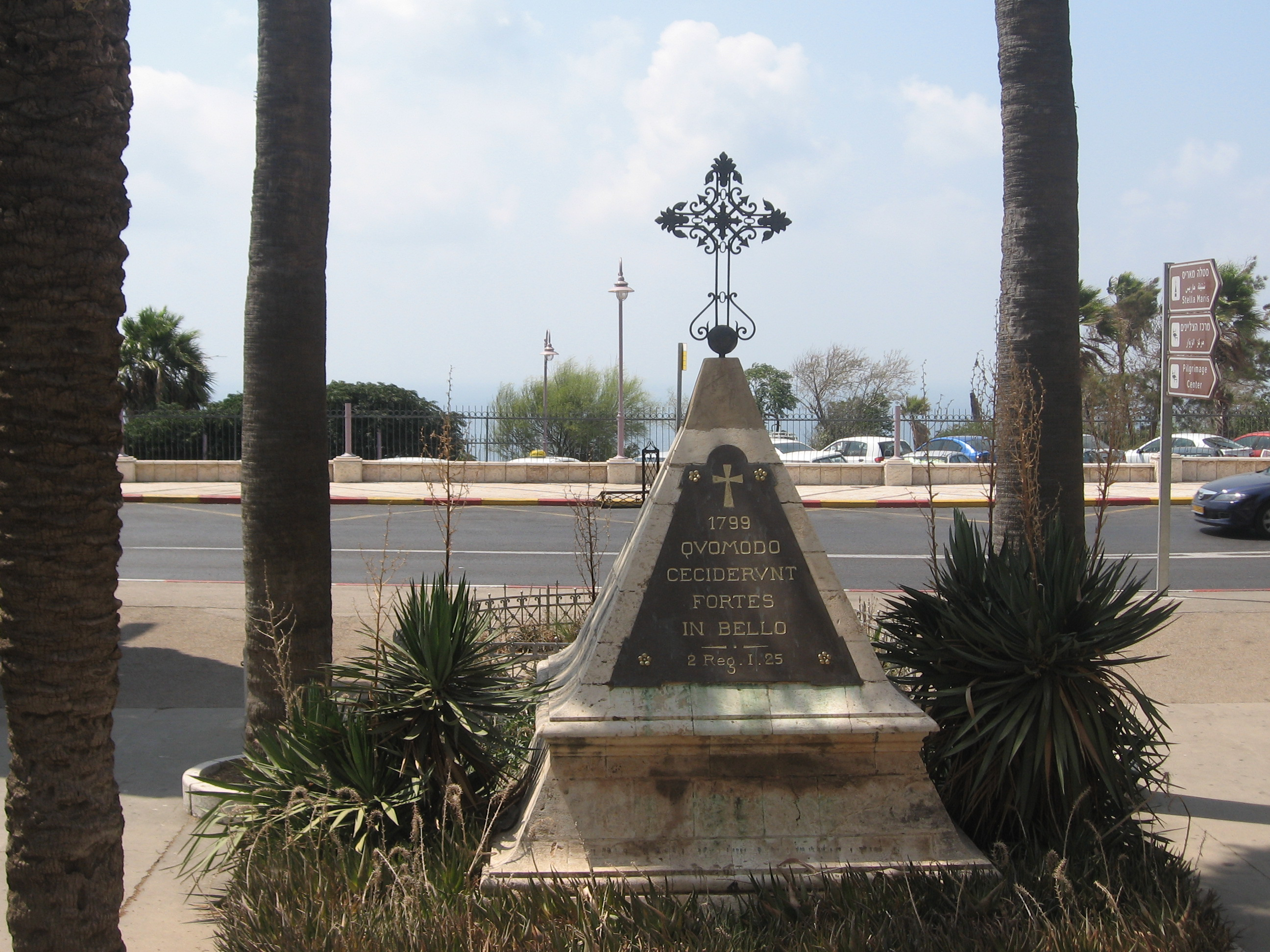
Monumento dedicato ai soldati di Napoleone eretto presso il monastero di Stella Maris

Napoleone permise anche a centinaia di egiziani di fuggire, nella speranza che la notizia della caduta di Giaffa avrebbe intimidito le altre città siriane. Tuttavia questa si rivelò una pessima mossa, dato che la notizia rese più dure le difese nemiche. Nel frattempo un'epidemia di peste, causata dalla scarsa igiene nel quartier generale francese di Ramla, decimò la popolazione locale e lo stesso esercito invasore.
Come suggerirà anche durante l'assedio di San Giovanni d'Acri, alla vigilia della ritirata da Siria-Palestina, Napoleone ordinò ai dottori del proprio esercito (guidati da Desgenettes), di somministrare ai feriti tanto gravi da non poter essere evacuati una dose letale di laudano, ma la loro ferma opposizione lo convinse a ritornare sulla decisione. Tuttavia, nel Memoriale di Sant'Elena, Las Cases afferma che questo ordine non fu mai dato. Vi fu solo uno scambio di opinioni tra il medico capo e Napoleone, dove il secondo si domandava se la somministrazione di laudano ai feriti più gravi non fosse un atto di umanità, considerando che Jezzar era celebre per le sue fantasiose e crudeli torture.